# 古斯塔夫·阿道夫·荣松
古斯塔夫·阿道夫·荣松（瑞典語：Gustaf Adolf Jonsson，1879年6月26日—1949年4月30日），瑞典男子射击运动员。他曾代表瑞典参加1908年、1912年和1920年夏季奥林匹克运动会射击比赛，共获得一枚金牌、一枚银牌和一枚铜牌。